# 加拿大國立美術館
加拿大國立美術館（英語：National Gallery of Canada）是位於加拿大首都渥太華的一座美術館，以其極具特徵的玻璃幕牆外裝而聞名。

## 历史
加拿大國立美術館設立於1880年，由加拿大總督約翰·坎貝爾，第九代阿蓋爾公爵創建。1882年，加拿大國立美術館搬遷，和最高法院搬入同一座建築物。1911年，搬遷至現在的加拿大自然博物館處。1988年搬入現址。加拿大國立美術館收藏有眾多繪畫、素描、雕刻、攝影作品，特別是安迪·沃荷等現代美術家的作品尤為豐富。

## 外部連結
- National Gallery of Canada

45°25′46″N 75°41′54″W / 45.429434°N 75.698386°W